# Жуан Гамбоа
Жуан Гамбоа (порт. João Gamboa, нар. 31 серпня 1996, Повуа-де-Варзін) — португальський футболіст, півзахисник польського клубу «Погонь» (Щецин). Виступав також за низку португальських і закордонних клубів.

## Клубна кар'єра
Жуан Гамбоа народився 1996 року в місті Повуа-де-Варзін. Займався в юнацьких командах низки португальських футбольних клубів. У професійному футболі Гамбоа дебютував 2015 року виступами за команду «Брага», в якій грав до 2017 року. У 2017 році футболіст перейшов до складу клубу «Марітіму», з якого гравця в 2019 році віддали в оренду до клубу «Шавіш».
З 2020 до 2022 року Гамбоа грав у складі команди «Ештуріл-Прая». У 2022 році португальський півзахисник перейшов до бельгійського клубу «Ауд-Геверле», з якої його в 2023 році віддали в оренду на батьківщину до клубу «Ештуріл-Прая». З 2023 року футболіст грає у складі польського клубу «Погонь» (Щецин).

## Виступи за збірні
У 2011 році Жуан Гамбоа дебютував у складі юнацької збірної Португалії, загалом на юнацькому рівні грав до 2016 року, та взяв участь у 12 іграх.
У 2017 році Гамбоа зіграв 1 матч у складі молодіжної збірної Португалії.